# Едвард Гічкок (молодший)
Едвард Гічкок мол. (англ. Edward Hitchcock Jr; 23 травня 1828 — 16 лютого 1911) — американський медик і викладач та пропагандист фізичної культури.

## Життєпис
Він був сином Едварда Гічкока (старшого), відомого геолога, президента Емгерстського коледжу та його дружини Орри Вайт Гічкок. Будучи хлопчиком, він навчався у Віллістонській семінарії і продовжив освіту по слідах свого батька, вступивши восени 1845 року до Емгерстського коледжу. Гічкок-молодший закінчив навчання в Емгерстському коледжі у 1849 році. З 1850 до 1861, за винятком одного року (1852—1853), він був викладачем риторики та природничих наук у Віллістонській семінарії. У 1853 році отримав ступінь лікаря в Гарвардській медичній школі.
У тому ж році, отримавши ступінь доктора, він одружився з Мері Джадсон. У пари були діти; троє з яких померли в дитинстві. Гічкок-молодший повернувся до Амгерстського коледжу в 1861 році як професор гігієни та фізичного виховання . Гічкок-молодший був першим науковцем і піонером у викладанні фізкультури.

## Внесок в історію
Коледжі включали фізичне виховання в навчальну програму ще на початку 1820-х років, але Едвард Гічкок-молодший, як правило, офіційно вважається першим викладачем теорії фізичної культури на рівні коледжу.